# Thelypteris opposita
Thelypteris opposita är en kärrbräkenväxtart som först beskrevs av M. Vahl, och fick sitt nu gällande namn av Ren-Chang Ching. Thelypteris opposita ingår i släktet Thelypteris och familjen Thelypteridaceae. Inga underarter finns listade.